# 鄭思森
鄭思森（1943年2月3日—1986年1月9日），作曲家、指揮家。出生於廣東汕頭。1960年代初到英屬香港，為電影公司編寫配樂，并任教於新亞書院。1965年執教香港新亞書院1967年到新加坡，任新加坡人民劇場華樂團（現在的新加坡華樂團）指揮。1972年移民台灣，帶領民辦的第一商標國樂團，並應邀客席指揮台灣多個公民營樂團，同時為蘭陽舞蹈團編寫了大量的民族舞蹈配樂。1976年起在國立台灣藝術專科學校和中國文化大學教授音樂。1986年以大型舞劇音樂作品《七夕雨》獲得國家文藝獎。是70年代台灣最活躍的國樂指揮家與作曲家。1986年因肺癌病逝於台北。
2023年，適逢鄭思森老師八十冥誕。過去老師在臺灣推廣國樂不遺餘力，除了創作許多膾炙人口的作品，更在國內多所大專院校任教，對於培植國樂的生力軍不遺餘力、貢獻卓越。鄭老師在擔任國立臺灣師範大學國樂社指導老師期間，其對音樂的指導與熱愛，對師大的莘莘學子產生莫大的影響，為表達對鄭老師的思念與感懷，國立臺灣師範大學校友國樂學會特舉辦紀念音樂會，由國立臺灣師範大學校友國樂團和台北青年國樂團共同合作演出。

## 生平介紹（整理自1986年之『鄭思森先生事略』）
1943年出生於廣東潮陽，家中排行第十三，是第四個兒子。因先人為翰林院士，後人轉而經商成功，兒時家庭環境十分優渥富裕。然而六歲時情勢劇變，家族淪為被批鬥抄家的『黑五類』，家人們四散逃難，他自此過著躲藏與乞討的日子，嚐盡生離死別。八歲那年化名至鄰村求學，十一歲開始攻習琵琶，並於十四歲奪下琵琶演奏一等獎，保送廣東省汕頭市藝術專科學校，鑽研理論作曲及指揮，展現卓異天賦，才情煥發，在同儕中特受矚目。十七歲時不幸身份被揭穿，他再度陷入提心吊膽的生活，歷經五次逃亡、三次下放勞改，終於在十九歲那一年順利逃到香港，與父母重聚，相見之時，恍如隔世。
往後二十多年的音樂創作、指揮與教育推廣的生涯，多采多姿、絢爛輝煌。1963年他應香港『榮華影業公司』、『國泰電影懋業公司』之聘擔任專屬作曲家，並任教於香港新亞書院。1965年受聘至新加坡創辦『新加坡國家劇場藝術團華樂團』、『青年華樂團』、『少年華樂團』，並出任三團之首任指揮，五年間為新加坡原本荒蕪的國樂壇開創了一片新天地。1972年毅然放棄高薪來到台灣，致力於民族樂曲的創作及推展。期間曾於1978及1983年赴香港指揮演出，佳評如潮。
在國內曾先後任教於國立藝術專科學校、文化大學等多所大專院校，桃李滿天下，對於培植民族音樂的生力軍不遺餘力、貢獻卓越。並曾任『第一商標國樂團』、『中華國樂團』、『中廣國樂團』指揮，演出不下百場。
在繁劇的教課及頻繁的指揮之餘仍傾全力於創作，作品類型從各種編制的器樂演奏、演唱到大型舞劇皆有，更為享譽世界的蘭陽舞蹈團量身打造了多首舞蹈音樂，同時跨足電視劇與電影配樂，成為當時國內眾所公認、最受矚目的國樂作曲家。
1985年在完成舞劇《后羿與嫦娥》之後，終因心力交瘁而病倒，前後住進宏恩醫院與台大醫院進行治療。經檢查後發現罹患肺癌並已呈末期，仍堅強與病魔搏鬥，臥病期間聞訊前往探視的樂友、門生不絕於途。1985年12月2日於台北社教館(現為城市舞台)舉行了一場『民族樂展』演出，當時他抱病上場，奮力指揮完《雙龍獻瑞》與自己近期完成的琵琶協奏曲《玉露珠》，指揮技法之風範與作品《玉露珠》之深刻、細緻、動人，獲得滿場如雷掌聲，場面感人，令人難忘。那是他最後一次登台演出。
住院期間雖飽受病痛折騰，仍有欣喜時刻，友人捎來好消息，他以舞劇《七夕雨》獲得了『國家文藝獎』，可惜他終究不敵病魔，1986年元月9日與世長辭，未能親自接下這座獎。

## 音樂作品
大型合奏曲：
- 歲寒三友組曲《松》、《竹》、《梅》
- 《自由天地》
- 《春》
- 《牧野春回》
- 《江波舞影》
- 《歡樂滿寶島》
- 《歸帆》
- 《萬里關山萬縷情》
- 《樂陶陶》
- 《黃河之水天上來》
- 《喜慶》
- 《評劇小韻》
- 《畫眉跳架》
- 《雙獅戲球》
- 《旱天雷》
- 《思凡》
- 《大地春回》

協奏曲：
- 雙胡競奏曲《路》
- 柳琴協奏曲《小河淌水》
- 琵琶協奏曲《邊疆舞曲》
- 古箏協奏曲《奮起之歌》
- 琵琶協奏曲《玉露珠》

獨奏曲：
- 《鄉情》（笛子）
- 《子夜秋歌》（二胡）
- 《錦鯉》（三弦）
- 《夏日荷糖》（琵琶）

大型舞劇：
- 《文姬歸漢》
- 《七夕雨》（獲『國家文藝獎』）
- 《后羿與嫦娥》

小型舞劇：
- 《鍾馗嫁妹》
- 《盜仙草》

民族舞蹈音樂：
- 《迎親》
- 《鷸蚌相爭》
- 《採茶》
- 《搖鼓舞》
- 《鼓舞》
- 《飛天》
- 《綵帶》
- 《宮燈舞》
- 《跳月》
- 《敦煌綢舞》
- 《旗舞》
- 《銀棍舞》
- 《山地舞》
- 《花燈舞》
- 《花鼓舞》
- 《擂鼓振軍威》
- 《馬車夫之戀》
- 《巾舞》

民俗舞蹈音樂：
- 《公背婆》
- 《跳加官》
- 《廟會》
- 《連廂》
- 《啞子背瘋》
- 《舞獅》
- 《巧抖空竹》
- 《跳繩》
- 《踢毽》
- 《扯鈴》
- 《鐵扇》

合唱曲：
- 《四季唱農家》
- 《正氣千秋》
- 《吾土吾民吾歌》
- 《椰壳舞曲》

獨唱曲：
- 《滿天星星》
- 《阿詩瑪唷在何方》
- 《林沖踏雪》
- 《海神廟》

電影配樂及插曲：
- 《天下第一》（中影 / 導演 胡金銓）
- 《皇帝與太監》（第一 / 導演 方翔）
- 《風流人物》（第一 / 導演 姚鳳磐）
- 《寶蓮燈》《花燈謎》《除怪石》《妙嫦追舟》《豬八戒招親》（榮華 /  導演 羅志雄）
- 《浮生六記》《雙奪妻》（藝業 / 導演 李鐵）
- 《韓江遺恨》（藝業 / 導演 古森林）

戲曲及舞台劇音樂：
- 潮劇《玉觀音》
- 潮劇《水鬼陞城隍》
- 黃梅劇《丁香傳》
- 話劇《左鄰右舍》
- 話劇《文天祥》

電視連續劇主題曲、插曲及配樂：
- 《一代霸王》（中視）
- 《大漢天威》（中視）
- 《苦海餘生》（中視）
- 《浩劫天倫淚》（華視）
- 《龍鳳呈祥》（華視）
- 《玉女神笛》（華視）
- 《煙雨江南》（華視）
- 《名劍風流》（華視）
- 《俠影荒踪》（台視）